# Чалотра, Аня
Аня Чало́тра (англ. Anya Chalotra; род. 28 июля 1995 года, Вулвергемптон, Уэст-Мидлендс, Англия, Великобритания) — британская актриса индийского происхождения. Наиболее известна благодаря роли Йеннифэр из Венгерберга в сериале «Ведьмак» от американской компании Netflix.

## Биография
Аня Чалотра родилась 28 июля 1995 года в городе Вулвергемптон в Великобритании, в семье индийца и англичанки. Выросла вместе со старшей сестрой и младшим братом в деревне Лоуэр Пенн в Саут-Стаффордшире. Окончила Школу святого Доминика для девочек в Брюде, получила актёрское образование в Лондонской академии музыкального и драматического искусства и Гилдхоллской школе музыки и театра.
В 2016 году Аня Чалотра дебютировала в театре. В 2018 году она снялась в телесериале «Жажда странствий» и в мини-сериале «Убийства по алфавиту», в 2019 году сыграла одну из центральных ролей (Йеннифэр из Венгерберга) в первом сезоне фэнтезийного сериала «Ведьмак» от американской компании Netflix. В 2021 году на экраны вышел второй сезон этого шоу, в 2023 — третий.

## Фильмография
| Год          |    | Русское название     | Оригинальное название | Роль                    |
| ------------ | -- | -------------------- | --------------------- | ----------------------- |
| 2018         | с  | Жажда странствий     | Wanderlust            | Дженнифер Эшман         |
| 2018         | с  | Убийства по алфавиту | The ABC Murders       | Лили Марбери            |
| 2019         | с  | Шервуд               | Sherwood              | Робин Локсли            |
| 2019 — н. в. | с  | Ведьмак              | The Witcher           | Йеннифэр из Венгерберга |
| 2024         | мс | Сумерки богов        | Twilight of the Gods  | Сиф                     |
| 2024         | мс | Монстры-коммандос    | Creature Commandos    | Кирка                   |